# Erste Phalanx Nedserd
Die Gruppe Erste Phalanx Nedserd entstand 1953 als Dresdner Künstlergruppe mit Jürgen Böttcher, Winfried Dierske, Peter Graf, Peter Herrmann, Peter Makolies und A. R. Penck. Nedserd ist ein Ananym und bedeutet umgekehrt geschrieben Dresden. Der Zusatz „Erste Phalanx“ („erste Reihe einer Kampfaufstellung“) betonte die kämpferische Ausrichtung der Gruppe und nahm Bezug auf die 1901 gegründete Münchner Künstlergruppe Phalanx um Wassily Kandinsky.

## Geschichte
Den Ursprung der Gruppe bildete ein Zeichenkurs, den Böttcher als junger Akademieabsolvent im Wintersemester 1953/54 an der Volkshochschule leitete. Jürgen Böttcher hatte soeben sein Studium an der Dresdner Kunsthochschule bei Wilhelm Lachnit abgeschlossen. An seinem Kurs nahmen auch der vierzehnjährige Schüler Ralf Winkler (A. R. Penck) und der sechzehnjährige Lehrling Peter Herrmann teil. Beide waren neben dem Zeichnen als reine Handfertigkeit an Kunst und Kunstgeschichte im Allgemeinen interessiert. Böttcher wurde Mentor und Bezugsperson und man traf sich im Freundeskreis auch außerhalb des Kurses, um sich mit Kunst zu beschäftigen. Ein Jahr später stießen der Steinmetzlehrling Peter Makolies, Peter Graf und Winfried Dierske zu der Gruppe. Die Wohnung von Böttcher wurde zum Treffpunkt und im Freundeskreis konnten die jungen Künstler den Fragen nachgehen, die sie beschäftigten. Der Rückzug in den Privatkreis war nötig, da sich in der DDR ab den 50er-Jahren jede neue Künstlergruppe einem Antrags- und Prüfungsverfahren unterziehen musste. Die Informationsmöglichkeiten über Kunst waren eingeschränkt. Von staatlicher Seite wurde ein Sozialistischer Realismus gefordert und gefördert.
Böttcher beschaffte Bücher sowohl über moderne Kunst als auch über alte Malerei. In der Gruppe wurde gezeichnet und die Ergebnisse wurden gemeinsam besprochen. Pablo Picasso verkörperte für alle Beteiligten, wie für die meisten Maler der Nachkriegszeit, einen zentralen Bezugspunkt. Die Gruppe Nedserd vertrat keinen eigenen Gruppenstil, sondern strebte künstlerisches Arbeiten ohne Kompromisse an. Aus diesen Gründen blieb den Mitgliedern der Künstlergruppe ein Akademiestudium verwehrt. Peter Graf wurde von der Kunsthochschule nach einem Semester ausgeschlossen, weil er sich nicht von Picasso distanzieren wollte und weil er nicht einsehen wollte, dass er im Sommer statt zu malen zum Ernteeinsatz ausrücken sollte. Den Mitgliedern blieb auch die Mitgliedschaft im Verband Bildender Künstler der DDR verwehrt. Sie mussten sich deshalb den Lebensunterhalt als Arbeiter oder Handwerker verdienen.
Der Freundeskreis blieb bestehen, nachdem Böttcher 1955 nach Berlin zog, um an der Filmhochschule Babelsberg ein neues Studium zu beginnen. 1961 machte Böttcher die Freunde zum Thema in seinem ersten eigenständigen Film unter dem Titel „Drei von vielen“. Der Film blieb bis 1988 verboten, da er nicht in das Bild der sozialistischen Kulturpolitik passte, weil er Künstler zeigte, die ihren Lebensunterhalt außerhalb der Kunst verdienen mussten.
Die Gruppe durfte 1961 auf einer von Fritz Cremer und Otto Nagel initiierten Ausstellung in der Akademie der Künste der DDR unter dem Titel „Junge Künstler. Malerei“ teilnehmen. Beide Künstler versuchten ein Klima der Offenheit zu fördern und dem künstlerischen Nachwuchs ein Forum zu bieten. Sie luden dazu auch von offizieller Seite noch nicht anerkannte Künstler ein. Die Gruppe Erste Phalanx Nedserd erntete vernichtende Rezensionen der offiziellen Kritik. Die letzte Ausstellung der Gruppe, die ohne Böttcher 1965 im Puschkinhaus stattfand, dem Clubhaus der Gesellschaft für Deutsch-Sowjetische Freundschaft in Dresden, wurde vorzeitig abgebrochen. Den Künstlern der Gruppe Nedserd blieb die offizielle Anerkennung in dieser Dissidentenrolle verwehrt.
Penck und Herrmann waren später an der um 1971 gebildeten Gruppe Lücke beteiligt.

## Mitglieder
- Jürgen Böttcher
- Winfried Dierske
- Peter Graf
- Peter Herrmann
- Peter Makolies
- A. R. Penck